# Żuwaczka

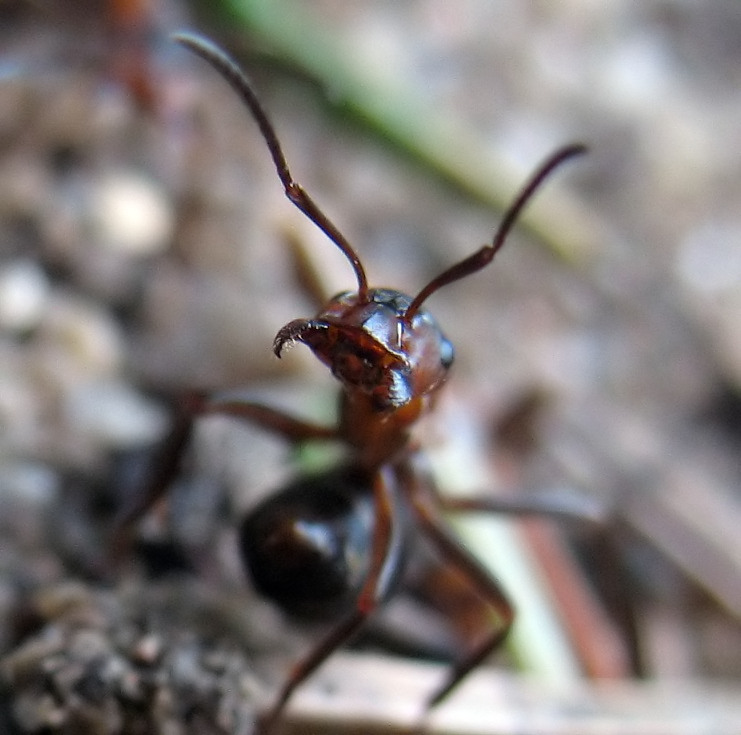
Mrówka w postawie bojowej demonstruje swoje żuwaczki

Żuwaczka (łac. mandibula) − parzysta część narządu gębowego skorupiaków i tchawkowców (owadów, skrytoszczękich i wijów) należących do typu stawonogów. Posiadające je stawonogi łączone bywały w grupę żuwaczkowców. Żuwaczki służą do chwytania, rozrywania i rozdrabniania pokarmu pochodzenia roślinnego i zwierzęcego lub jako narząd chwytny do transportu obiektów.
Żuwaczki rozwojową są przekształconymi odnóżami gębowymi trzeciej pary, położonymi na czwartym segmencie głowy, zwanym segmentem żuwaczkowym.
Należą one do pierścienia górnej wargi. Wyróżnia się część trzonową (krający brzeg). Zazwyczaj ostre brzegi skierowane są do wewnątrz. U niektórych owadów żuwaczki przystosowane są do pobierania pokarmu płynnego (np. larwy mrówkolwowatych z siatkoskrzydłych, pływak żółtobrzeżek z pływakowatych). Wyróżniane są żuwaczki typu ortopteroidalnego oraz typu tyzanuroidalnego.
Żuwaczki pareczników unerwione są przez zwój podprzełykowy, zaopatrywane w hemolimfę przez odgałęzienia aorty głowowej, a poruszane za pomocą zwieraczy przyczepionych do poprzecznej listwy tentorium.
Żuwaczka krociongów zbudowana jest z nasadowego, osadzonego na kotwiczce pieńka i dystalnego płata szczękowego schowanego pod płytką gębową (gnathochilarium).
U widłogonków żuwaczka nie jest w ogóle połączona z puszką głowową, zaś u pozostałych sześcionogów połączona jest z nią jednym lub dwoma stawami. W pierwszym przypadku staw tworzą guzek dorsalnej główki stawowej z jamką stawową. W dwustawowej żuwaczce Dicondylia staw tylny tworzy tylna główka stawowa, a staw przedni panewka żuwaczki i główka stawowa podpoliczka.
Za ruch każdej z żuwaczek u Dicondylia odpowiedzialnych jest 8 następujących mięśni: m. craniomandibularis internus, m. craniomandibularis externus anterior, m. craniomandibularis externus posterior, m. hypopharyngomandibularis, m. tentoriomandibularis lateralis superior, m. tentoriomandibularis lateralis inferior, m. tentoriomandibularis medialis superior, m. tentoriomandibularis medialis inferior.